# Тимашёвка (Краснодарский край)

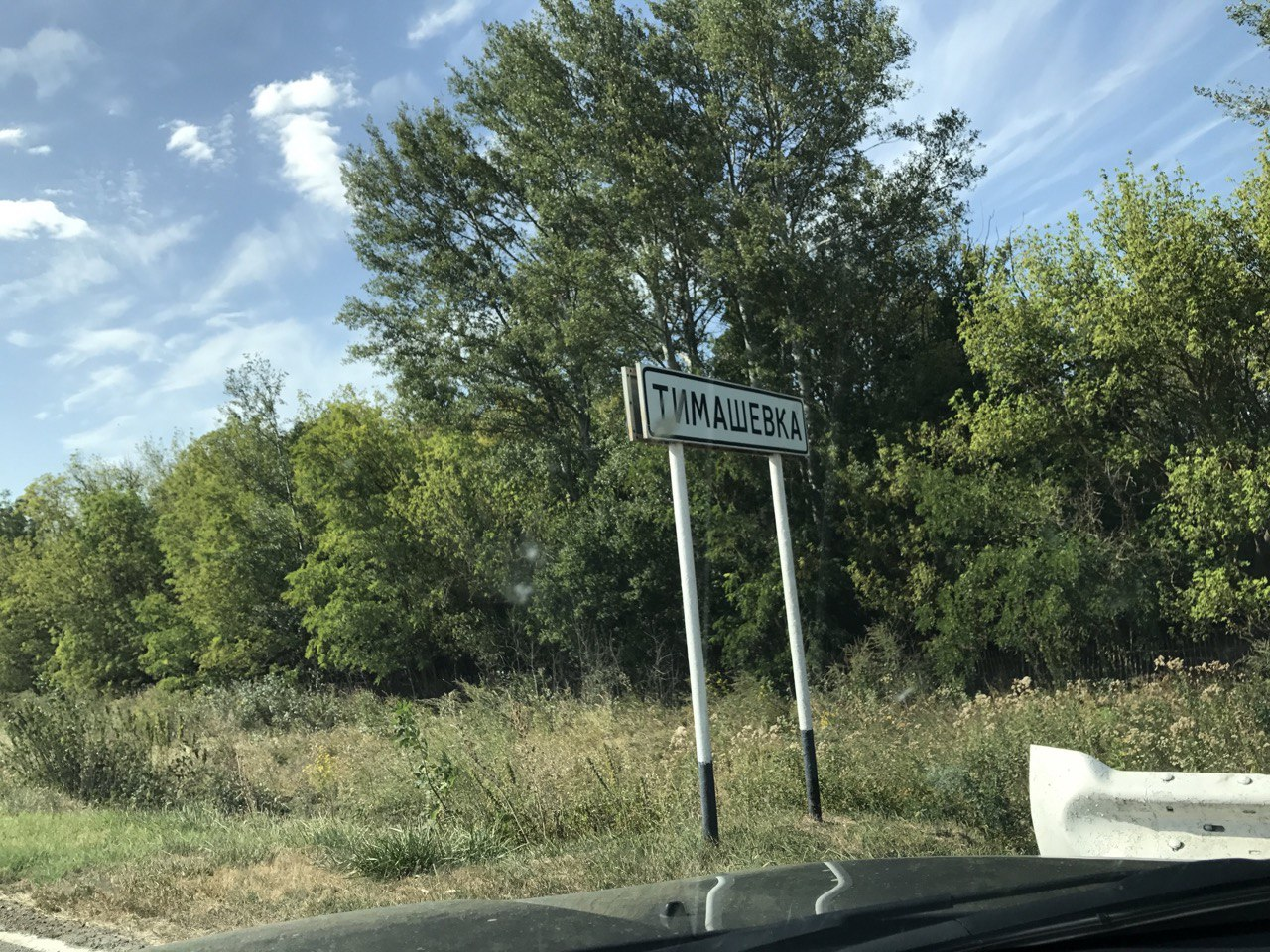
Информационный знак на въезде на хутор "Тимашёвка"

Тимашёвка — хутор в Крыловском районе Краснодарского края.
Входит в состав Кугоейского сельского поселения.

## География

### Улицы
- ул. Зеленая,
- ул. Набережная,
- ул. Пушкина,
- ул. Степная.

## История
Хутор Тимашёвка расположен по обеим берегам реки Куго Ея, которая является правым притоком реки Еи. Территория, где расположен хутор заселялась с середины XIX века, так на карте известного картографа Ф. Ф. Шуберта, уже в 1860-х году в этих местах находим хутора: Жолтоножкин (на месте современного села Ириновка) и Бондарев (на запад от х. Жолтоножкина, возможно именно этот хутор дал начало Тимашёвке), и немного восточнее х. Турчанинов. Следует отметить, что эта территория часто переходила от одного владельца к другому и названия хуторов часто менялось, в соответствии с каждым новым владельцем.

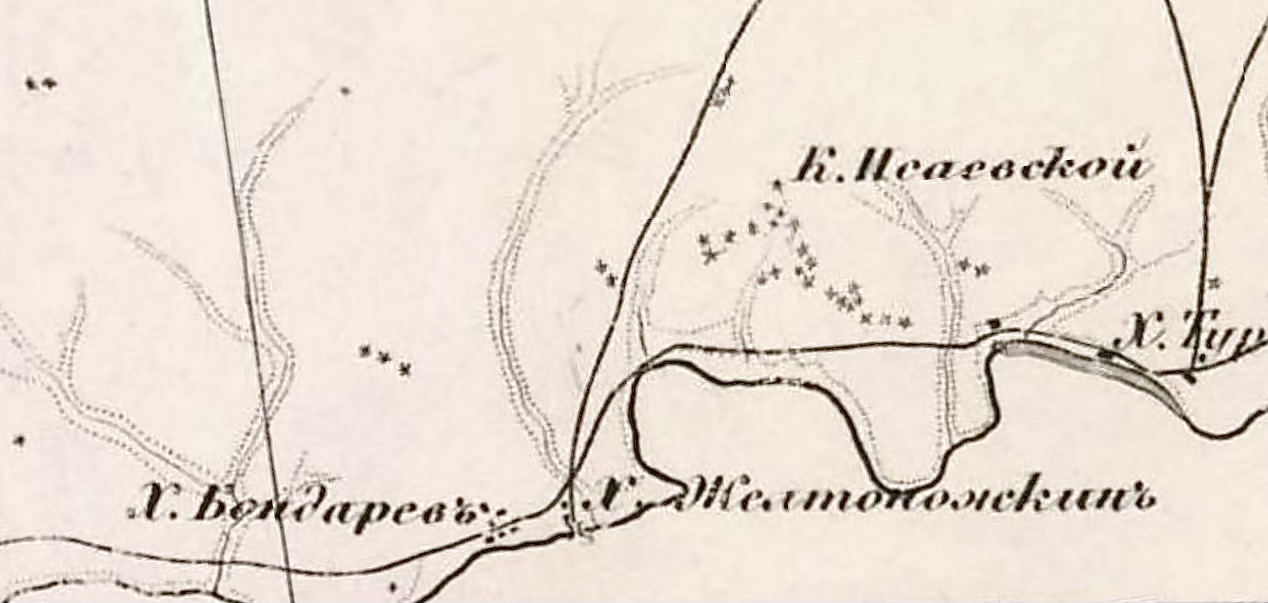
Населенные пункты на месте будущего хутора Тимашёвка указаны на военно-топографической карте Российской империи 1872 года (составитель Федор Федорович Шуберт)

Уже по данным со списка населенных мест Области войска Донского за 1873 г., Черкасского округа, на территории Ильинской волости, на берегу реки Кугой (Куго Ей) были следующие участки, с постоянным населением:
1.    Участок жены штабс-капитана Желтоножкиной, 115 в. от Новочеркасска и 47 в. от Кагальницкой почт. ст. (13 дворов, 72 жителя (38 м. п. + 34 ж. п.);
2.    Участок вдовы есаула Чекуновой, 116 в. от Новочеркасска и 45 в. от Кагальницкой почт. ст. (5 дворов, 22 жителя (10+12);
3.    Участок вдовы хорунжаго Ниживой и хорунжаго Войнова, 110 в. от Новочеркасска и 45 в. от Кагальницкой почт. ст. (23 двора, 137 жителей (80+57);
4.    Участок сотника Чикунова, 110 в. от Новочеркасска и 45 в. от Кагальницкой почт. ст. (5 дворов, 31 житель (17+14);
5.    Участок хорунжаго Бабичева, 120 в. от Новочеркасска и 55 верст от Кагальницкой почт. ст. (13 дворов, 67 жителей (35+32);
6.    Участок сотника Еременкова, 110 в. от Новочеркасска и 43 в. от Кагальницкой почт. ст. (5 дворов, 28 жителей (15+13);
7.    Участок хорунжаго Бабкова, 115 в. от Новочеркасска и 48 в. от Кагальницкой почт. ст. (16 дворов, 64 жителя (34+30)
Один из этих участков (по данным расстояния от ст. Кагальницкой скорее всего под №5) существовал на территории, где в конце XIX века возник хутор Тимашёвка (Тимашёвка – современное названия, но в конце ХІХ – начале XX века название было Томашевка или Томашевский), по данным административного деления на середину века территория эта входила в состав Черкасского округа ОВД, в результате присоединения Ростовского уезда (Екатеринославской губернии) к ОВД, территория, где расположен хутор вошла в состав Ильинской волости, Ростовского округа, Области войска Донского. 
В «Памятной книжке Области Войска Донского» за 1909 год в разделе описания ветеринарных участков Ростовского округа, следи прочего, находим следующую информацию. Третий участок, ветеринарный врач (вакансия) (местожительство в слободе Ильинке). В состав участка входят: "... владельческие хутора по балке Заячьей-Бережного, по речке Куго-Ея – Редичкина, Тамашевскаго, Туманова, Прилепскаго, Хохлачова, Чекунова, Селипова и другие". Все эти хутора свои названия получили от фамилий владельцев, соответственно и хутор «Тамашевскаго» (современная Тимашёвка) получил свое название от фамилии владельца. В этой же книге находим, что в Таганрогском окружном суде (в ведомость которого состояли Таганрогский и Ростовский округи), а именно в нотариате одним из служащих был дворянин Владимир Михайлович Томашевский из рода Томашевских. 
Первое же упоминания хутора как Томашевский находим в «Памятной книге Области Войска Донского» за 1890 год. В части распределения по заседательским участкам Ростовского округа в участке под №1 (в который входила Ильинская волость) указаны хутора на владельческих землях, в том числе хутор Томашевский (Полтавский).

## Административная принадлежность
Административная принадлежность хутора Тимашёвка в разные годы:
1.  Ильинская волость, Черкасский округ, Область Войска Донского (… - до 19 мая 1887 года)
2.  Ильинская волость (по данным 1915 г. Глебовская волость), Ростовский округ, Область Войска Донского (19 мая 1887 - 20 марта 1920 гг.)
3.  Ильинская волость, Ростовский уезд, Донская область (20 марта 1920 – 13 февраля 1924 гг.)
4.  Ростовский округ (с 19 сентября 1924 г. переименован в Донской округ), Юго-Восточная область (20 марта 1924 – 16 октября 1924 гг.)
5.  Ириновский сель/совет, Кущевский район, Донской округ (сам округ просуществовал до 30 июля 1930 г.), Северо-Кавказский край (16 октября 1924 –  10 января 1934 гг.)
6.  Ириновский сельсовет, Крыловский район, Азово-Черноморский край (10 января 1934 – 13 сентября 1937 гг.)
7.  Ново-Пашковский сель/совет, Крыловский район, Краснодарский край (13 сентября 1937 (утверждено 15 января 1938 г.) – 11 февраля 1963 гг.)
8.  Новомихайловский (позже Кугоейский) сельский совет, Кущевский сельский район, Краснодарский край (11 февраля 1963 – 5 апреля 1978 гг.)
9.  Кугоейский сельский совет (с 1993 г. – сельский округ), Крыловский район, Краснодарский край (5 апреля 1978 – 2005 гг.)
10.  Кугоейское сельское поселение, Крыловский район, Краснодарский край (с. 2005 года)

## Население
По данным первой всероссийской переписи населения (1897 года) в хуторе на частно-владельческиъ землях – Томашёвке всего было 27 дворов, в которых проживало 166 человек (91 – мужского пола и 75 – женского пола). Из этого количества жителей 19 человек (все мужского пола) были грамотными (16 получили образования на дому, 1 имел низшее образования и 1 – среднее). Большинство населения занималось сельским хозяйством, а именно 155 человек, соответственно большинство жителей относился к крестьянскому сословию, также в хуторе числилась одна семья мещан (4 человека) и один представитель другого сословия, числился один портной. Все жители были православные, по национальности русские. 
Возрастная структура населения была следующая:
·      до 1 года – 8 человек;
·      от 1 до 7 лет – 35 человек;
·      от 8 до 12 лет – 19 человек;
·      от 13 до 15 лет – 7 человек;
·      16 лет – 1 человек;
·      от 17 до 20 лет – 16 человек;
·      от 21 до 25 лет – 15 человек;
·      от 26 до 32 лет – 24 человека;
·      от 33 до 38 лет – 8 человек;
·      от 39 до 50 лет – 23 человека;
·      от 51 до 60 лет – 5 человек;
·      от 61 до 70 лет – 5 человек;
·      старше 71 года – нет.
По данным справочника населённых пунктов Области Войска Донского 1915 года в хуторе Томашевском, Ростовского округа было 25 дворов, в которых проживало 200 человек (103 – мужского пола, 97 – женского пола). В населённом пункте был хуторской староста, которому принадлежали административные полномочия. Ближайшая к хутору железнодорожная станция – Кущевская, находилась в 28 верстах, также в Кущевке находился ближайший почтово-телеграфный пункт. Жители хутора были приписаны к Донской епархии, Кагальницкого благочиния.
По данным переписи 1926 года по Северо-Кавказскому краю на хуторе Тимашевка числилось:

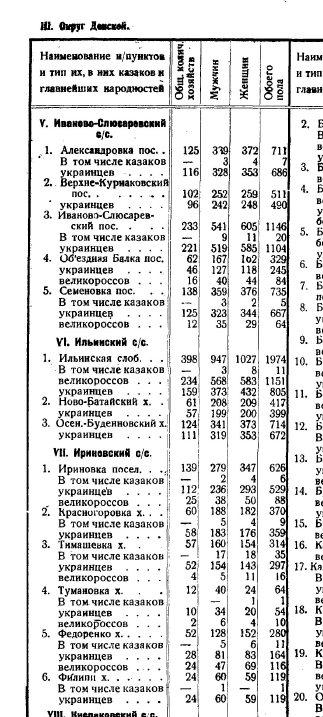
Поселенные итоги переписи 1926 года по Северо-Кавказскому краю / страница 97

| Наименование н/пунктов и тип их, в них казаков и главнейших народностей | Общ. количество хозяйств | Мужчин | Женщин | Обоего пола |
| ----------------------------------------------------------------------- | ------------------------ | ------ | ------ | ----------- |
| Тимашевка х.                                                            | 57                       | 160    | 154    | 314         |
| В том числе казаков                                                     | -                        | 17     | 18     | 35          |
| украинцев                                                               | 52                       | 154    | 143    | 297         |
| великороссов                                                            | 4                        | 5      | 11     | 16          |

| 2002 | 2010 |
| ---- | ---- |
| 117  | ↘95  |